# Alexander Björk
Alexander Björk  (Växjö, 7 juni 1990) is een golfprofessional uit Zweden. Hij speelt voor de Växjö Golf Club.

## Biografie
Björk werd in april 2009 professional en speelde in de Nordic Golf League en de Zweedse Golf Tour waar hij ook zijn eerste overwinning haalde. Om zich te financieren, liet hij Trade in Sports aandelen van 100 Zweedse kronen verkopen. Beleggers delen in de eerste vier jaren 10% van zijn prijzengeld. 
In 2013 eindigde Björk 6e in de eindstand van de Nordic Golf League waardoor hij in 2014 mocht spelen op de Challenge Tour waar hij in 2016 de beste was op de Le Vaudreuil Golf Challenge. Mede door enkele andere goede resultaten op de Challenge Tour eindigde Björk in 2016 7e op de Order of Merit van de Challenge Tour, waardoor hij zich kon kwalificeren voor de Europese PGA Tour. In 2018 behaalde hij op deze tour de overwinning in de Volvo China Open. Daarna kende Björk enkele mindere seizoenen waarbij hij wel telkens zijn plaats op de Europese PGA Tour kon behouden. In 2023 eindigde Björk op de 11e plaats van de Race to Dubai, het klassement van de DP World Tour. Tevens verzekerde Björk zich zo van een plaats in de PGA Tour van 2024.

### Overwinningen
| Jaar | Toernooi                    | Tour                                     |
| ---- | --------------------------- | ---------------------------------------- |
| 2009 | PGA National Open           | Telia Tour                               |
| 2013 | Arlandastad MoreGolf Open   | Telia Tour                               |
| 2016 | Le Vaudreuil Golf Challenge | Challenge Tour                           |
| 2018 | Volvo China Open            | Europese PGA Tour en Aziatische PGA Tour |

### Resultaten op deMajors
| Major                 | 2017 | 2018 | 2019 | 2020 | 2021 | 2022 | 2023 | 2024 | 2025 |
| --------------------- | ---- | ---- | ---- | ---- | ---- | ---- | ---- | ---- | ---- |
| Masters Tournament    |      |      |      |      |      |      |      |      |      |
| U.S. Open             |      |      |      |      |      |      |      |      |      |
| The Open Championship | CUT  | CUT  | CUT  |      |      | CUT  | T41  | CUT  |      |
| PGA Championship      |      | CUT  | CUT  |      |      |      |      | T39  |      |

CUT = miste de cut halverwege

### Resultaten op deWorld Golf Championships
| Toernooi             | 2017 | 2018 | 2019 | 2020 |
| -------------------- | ---- | ---- | ---- | ---- |
| WGC Kampioenschap    |      | T39  |      |      |
| WGC Matchplay        |      |      |      |      |
| WGC Invitational     | T48  |      |      |      |
| WGC - HSBC Champions | T28  |      |      |      |

CUT = miste de cut halverwege